# NGC 643A
NGC 643A (другое обозначение — ESO 29-SC44) — рассеянное звёздное скопление в созвездии Южная Гидра.
Этот объект не входит в число перечисленных в оригинальной редакции «Нового общего каталога» и был добавлен позднее.